# Ja'akov Margi
Ja'akov Margi (hebrejsky יעקב מרגי, narozen 18. listopadu 1960 Maroko) je izraelský politik a poslanec Knesetu za stranu Šas. V letech 2009 až 2013 zastával post ministra náboženských služeb ve druhé Netanjahuově vládě. Od roku 2022 je ministrem sociální péče a sociálních služeb v šesté Netanjahuově vládě.

## Biografie
Margi se narodil v Maroku a do Izraele přišel v roce 1962 během operace Jachin. V současnosti (2010) žije v mošavu Sde Cvi na jihu Izraele. Je ženatý a má dvě děti.
V letech 1993 až 2003 byl předsedou místní náboženské rady ve městě Beer Ševa. Od roku 2001 zastává funkci generálního ředitele (ne však předsedy) strany Šas. Poslancem byl poprvé zvolen ve volbách v roce 2003. Svůj poslanecký mandát obhájil i v následujících volbách v roce 2006, po nichž se stal předsedou poslaneckého klubu Šas. Během funkčního období tohoto Knesetu byl rovněž nakrátko předsedou parlamentního výboru pro bydlení.
Potřetí byl poslancem zvolen ve volbách v roce 2009, kdy získal šesté místo na kandidátní listině strany. Po volbách byl jmenován ministrem náboženských služeb ve vládě premiéra Benjamina Netanjahua.
Během návštěvy papeže Benedikta XVI. v Izraeli v květnu 2009 napsal Margi papeži dopis, v němž požadoval, aby hlava katolické církve jasně odsoudila popírače holokaustu a antisemitismus.
Ve volbách v roce 2013 svůj poslanecký mandát obhájil. Vzhledem k neúčasti jeho strany na nové koaliční vládě přišel o ministerský post. Mandát obhájil rovněž ve volbách v roce 2015.